# Jantra Gabrowo
FK Jantra 1919 Gabrowo (bułg. ФК Янтра 1919 Габрово) – bułgarski klub piłkarski, grający w Wtora PFL, mający siedzibę w mieście Gabrowo.

## Stadion
Domowe mecze klub rozgrywa na stadionie o nazwie Stadion Christo Botewa, który może pomieścić 20 tysięcy widzów.

## Historyczne nazwy
- 1919 – FD Grad Gabrowo (bułg. ФД „Град Габрово“ (Габрово))
- 1920 – GD Grad Gabrowo (bułg. ГД „Юнак“ (Габрово))
- 07.1920 – SK Balkan Gabrowo (bułg. СК „Балкан“ (Габрово))
- 09.1920 – FK OTO Gabrowo (bułg. ФК „Ото“ (Габрово))
- 15.03.1925 – FK Czardafon Gabrowo (bułg. ФК „Чардафон“ (Габрово))
- 1946 – SK Balkan Gabrowo (bułg. СК „Балкан“ (Габрово))
- 1947 – SK Apriłow Gabrowo (bułg. СК „Априлов“ (Габрово))
- 1949 – DSO Dinamo Gabrowo (bułg. ДСО „Динамо“ (Габрово))
- 1956 – FD Bałkan Gabrowo (bułg. ФД „Янтра“ (Габрово))
- 1962 – DFS Czardafon Gabrowo (bułg. ДФС „Чардафон“ (Габрово))
- 30.01.1964 – DFS Czardafon-Orłowiec Gabrowo (bułg. ДФС „Чардафон-Орловец“ (Габрово))
- 1973 – DFS Jantra Gabrowo (bułg. ДФС „Янтра“ (Габрово))
- 1989 – FK Jantra Gabrowo (bułg. ФК „Янтра“ (Габрово))
- 1994 – FK Czardafon Gabrowo (bułg. ФК „Чардафон“ (Габрово))
- 1999 – FK Jantra Gabrowo (bułg. ФК „Янтра“ (Габрово))
- 2001 – FK Czardafon Gabrowo (bułg. ФК „Чардафон“ (Габрово))
- 07.2001 – FK Jantra-1919 Gabrowo (bułg. ФК „Янтра-1919“ (Габрово))
- 2011 – FK Jantra-2000 Gabrowo (bułg. ФК „Янтра-2000“ (Габрово))
- 2016 – FK Jantra-1919 Gabrowo (bułg. ФК „Янтра-1919“ (Габрово))
- 08.07.2019 – FK Jantra-2019 Gabrowo (bułg. ФК „Янтра-2019“ (Габрово))

## Historia występów w pierwszej lidze
| Sezon     | Pozycja      | M  | Pkt. | Z  | R  | P  | GZ | GS |
| --------- | ------------ | -- | ---- | -- | -- | -- | -- | -- |
| 1970/1971 | 8.           | 30 | 28   | 11 | 6  | 13 | 42 | 52 |
| 1971/1972 | 18. (spadek) | 30 | 22   | 10 | 8  | 16 | 34 | 52 |
| 1973/1974 | 12.          | 30 | 25   | 10 | 5  | 15 | 40 | 49 |
| 1974/1975 | 16. (spadek) | 30 | 20   | 7  | 6  | 17 | 30 | 50 |
| 1990/1991 | 14.          | 30 | 26   | 9  | 8  | 13 | 31 | 44 |
| 1991/1992 | 9.           | 30 | 27   | 8  | 11 | 11 | 24 | 33 |
| 1992/1993 | 11.          | 30 | 26   | 10 | 6  | 14 | 38 | 51 |
| 1993/1994 | 16. (spadek) | 8  | 0    | 1  | 0  | 7  | 5  | 18 |

## Reprezentanci kraju grający w klubie
Stan na marzec 2016.
| - Błago Aleksandrow - Walentin Ignatow - Kostadin Janczew - Władimir Jonkow - Martin Kuszew - Zdrawko Łazarow | - Władimir Manczew - Wasił Taczew - Antoni Zdrawkow - Radosław Zdrawkow - Vladislav Nemeșcalo |